# Чурук-Су
Чуру́к-Су (Чюрю́к-Су, укр. Чурук-Су, крымскотат. Çürük Suv, Чюрюк Сув) — небольшая река в Крыму, правый приток Качи. Берёт начало в урочище Биюк-Ашлама на восточной окраине города Бахчисарая. Есть версия, что река образуется слиянием балок Марьям-дере и Кучук-Ашлама. У села Новенькое на западе Бахчисарая впадает в реку Качу, на высоте 92 м. Длина реки Чурук-Су — 11 км.
Название реки переводится с крымскотатарского как «гнилая вода» (çürük — гнилой, suv — вода). Однако Михалон Литвин в XVI веке называл её Вака, а турецкий путешественник Эвлия Челеби, посетивший Бахчисарай в середине XVII века называл её Ашлама:
Воды реки Ашлама, которая течёт со стороны Саладжика через самую середину города, для различных целей употребляемы бывают, поэтому реку сию называют еще Чюрюк-Су. Приводит она в движение многочисленные мельницы, а также несёт множество нечистот и грязи. С нижней, или же западной стороны течёт она через пороховые склады, многочисленные водяные мельницы, вдоль многих огороженных заборами садов к Эски-Юрту, а позднее впадает в реку…
В отсутствии канализации и с увеличением населения Бахчисарая санитарная проблема существовала вплоть до XX века и поднималась, например, на страницах газеты «Терджиман» И. Гаспрингского. Газета давала советы по профилактике эпидемии холеры, ставила вопрос очистки русла реки Чурук-Су, местных базаров и общественных туалетов, вывоза мусора, закупке средств дезинфекции.
Долина реки Чурук-Су с 1964 года объявлена памятником природы местного значения «Природные сфинксы долины реки Чурук-Су». Каменные «сфинксы» высотой до двадцати метров являются результатом выветривания известняков неодинаковой прочности.